# 瀬川美能留
瀬川 美能留（せがわ みのる、1906年3月31日 - 1991年9月10日）は日本の実業家。野村證券元社長・会長。

## 来歴・人物
奈良県出身。成器商業を経て、1929年に大阪高等商業学校・大阪商科大学高等商業部（現大阪市立大学）を卒業し、野村證券へ入社して、早くから営業担当者として頭角を現した。戦後は、1946年に取締役、1948年に常務取締役、1952年に専務取締役となり、さらに1956年に副社長、1959年に社長となった。
1959年に社長就任した後、1965年には調査部を独立させて、野村総合研究所を設立した。右翼の政商児玉誉士夫に莫大な資金を送り込んでいたことでも知られる。1968年からは会長を務め、1978年に取締役相談役に退いた後も、1986年12月には最高顧問となった。その他、社外では日本証券業協会連合会会長を務める傍ら、瀬川学術振興基金を設立し、その融資を大阪市に寄付し、大阪市立大学証券研究センターをバックアップさせた。その他には大和ハウス工業監査役、毎日放送取締役も務めた。
1991年9月10日腎不全のため死去。享年85。子は二男二女。長男の瀬川久雄は元柏そごう社長。長女は朝日新聞社の元社主である上野淳一の三男の妻。

## エピソード
1938年発足の野村證券株式係の初代主任。当時の野村證券は、株式ではなく債券が主力商品だったため、非主流の社員とされ、戦後に野村財閥が解体されて公職追放が行われた際にとがめられることなく社内に残る。同じ株式係発足時の課長代理が、財閥解体・公職追放後の最初の社長になる奥村綱雄だったため、奥村が社長になったときに常務に引き上げられる。常務就任当時、42歳(引き上げた奥村は45歳)。
1947年から1948年にかけて戦争により壊滅的な打撃を受けていた九州、中国、関東の配電会社(現在の電力会社)が資金調達のため増資を決定した際、金のない時代のため額面割を起こしていたこの増資の引き受けを、取締役営業部長だった瀬川が社長代理の奥村に向かって提言。奥村も瀬川の提言を受け入れ、会社をあげたバックアップ体制を作った。大手証券会社が引き受けに二の足を踏む中、瀬川が関東配電会社の主幹事を名乗り出て業界の注目を浴びる(当時の野村證券は、現在の規模とは異なり、せいぜい業界6、7位程度だった)。このため、当時、業界トップの山一證券社長、小池厚之助から「山一が売り向かっても買いきれるのか」という脅し文句を投げられるが、瀬川はひるまず、堂々と受けて立つ旨の言葉を返すとともに、後に「営業の鬼」と恐れられる彼の豪腕をうならせ、結果的に他者の売り残しまで引き取って売り切ってしまう。この結果、続く関西配電でも同様に最大の割当を受け、これも見事売り切ったことで、野村證券をあっという間に引き受け首位の座につけた。また、この配電会社の株をリテール(個人顧客)に向けて販売したことにより、他の業界上位の証券会社とは異なる、企業同士の古いしがらみに縛られない足腰の強さと営業基盤を獲得している。これが、野村證券が業界トップとして現在まで君臨する足がかりとなる。
瀬川は、GHQが統治していた頃、「GHQにいたアダムス(トーマス・アダムス：GHQの金融専門官で、後の東京証券取引所の終身名誉議長)という男はサンフランシスコ取引所の業者だったそうだ。日本の取引所をサンフランシスコ取引所のセンスで作り直されては困る。東京証券取引所はニューヨークやロンドンより大きくならなくてはならん。あらゆる商売ができる可能性をもたなくてはならんのだよ」と当時、證券業界の長老たちも恐れていたGHQを批判し、長老たちをけん制した。
また、瀬川は、当時の大蔵省や各種法規により守られながら金融業界を牛耳る銀行を敵対視し、証券業界首位になるだけでなく、銀行を超えることも目指した。1962年に、前年までの株高が崩壊して株の値が下がり続ける中、彼の二代後に社長になる田淵節也(当時法人営業の部長)を呼んで、株式総括部の発足を指示し、その部長に田淵を任命。「損になってもいい」と伝えて、野村證券が保有する株式のすべてを売却させた。この決断により、その後に訪れるケネディ大暴落の中、野村證券は無事生き延びることができた(野村の売りに対し、買い向かった山一は日銀特融を受け、業界の首座から陥落)。
証券業界の首脳会議で、日興證券の湊守篤(日本興業銀行(現みずほ銀行)の常務から請われて日興證券の社長になった経済同友会の論客)が、その日の朝のダウを確認する瀬川に向かい、日々の株価にとらわれていることを非難した際、「ダウは経済の体温だ。そんなセンスもなく証券界にいるのか」と湊を一喝したという逸話も残る。

## おもな著書
- 私の証券昭和史、東洋経済新報社、1986年
- 日本経済新聞連載の「私の履歴書」をまとめたものが、日本経済新聞社 編『私の履歴書 経済人 13』1981年 に収められている。